# Неуспела држава
Неуспела држава је политичко тело дезинтегрисано до те мере да врховна влада не може испуњавати основне услове и обавезе (погледати крхка држава или државни колапс). Такође, када нација ослаби и њен животни стандард опадне, настаје могућност тоталног колапса државе.
Фонд за мир наводи следеће карактеристике неуспеле државе:
- Губитак контроле над својом територијом, или монопола над употребном физичке силе
- Ерозија легитимног ауторитета да доноси колективне одлуке
- Неспособност омогућавања јавних служби
- Немогућност интеракције са другим државама, као члана међународне заједнице

Честа карактеристика неуспеле државе подразумева владу толико слабу или неспособну да повећа порезе или неки други облик подршке, као и готово никакву контролу над већим делом територије, због чега јавне службе нису у употреби. Када се ово догоди, може доћи до повећане распрострањености корупције и криминала, интервенције недржавних актера, појаве избеглица и нехотичног кретања становништва, као и оштрог економског пада.
Ниво контроле владе потребан да се избегне стање неуспеле државе значајно се разликује међу властима. .
Осим тога, изјава да је држава пропала је контроверзна и када је заснована на ауторитету може имати значајне геополитичке последице.

## Дефиниције и проблеми
Према политичким теоријама Макса Вебера, држава је дефинисана кроз одржавање монопола над легитимном употребом физичке силе унутар својих граница. Када је ово нарушено (на пример. кроз доминантно присуство војних лидера, паравојних група, наоружаних банди или тероризма) постојање државе постаје неизвесно и држава постаје неуспела. Тешкоћа одређивања да ли влада одржава монопол над легитимном употребом силе, што укључује проблем дефиниције 'легитимног', значи да се не може прецизно рећи када је држава неуспела.
Проблем легитимитета може бити решен разумевањем шта је Вебер подразумевао под тим. Вебер објашњава да само држава поседује неопходна средства за производњу физичког насиља. То значи да држава не захтева легитимитет за остварење монопола над поседовањем средстава насиља (де фацто), али ће јој бити потребан уколико жели да их користи (де јуре).
Обично, термин значи да се држава показала као неефикасна и није способна да примени своје законе равномерно и обезбеди основна добра и услуге својим грађанима због (различито) високе стопе криминала, побуне, екстремне политичке корупције, непробојне и неефикасне бирократије, судске неефикасности, мешања војске у политику, културних ситуација у којима традиционални лидери имају већу моћ од државе на одређеном подручју. Други фактори перцепције могу бити укључени. Изведен концепт 'неуспелих градова' такође је покренут, на основу идеје да док држава може функционисати у глобалу, политика се може срушити у погледу инфраструктуре, економије и социјалне политике. Одређене области и градови чак могу пасти изван контроле државе, постајући де фацто независан део државе.
Не постоји консензус око дефиниције 'неуспеле државе', субјективна природа индикатора који се користе за мерење неуспеха државе довели су до двосмисленог разумевања овог појма. Неки научници се фокусирају на капацитет и ефикасност владе како би утврдили да ли је држава неуспела или не. Други показатељ, попут Индекса крхких држава Фонда за мир наглашава демократски карактер државних институција да би утврдили ниво неуспеха. Најзад, други научници фокусирају свој аргумент на легитимитет државе, природу државе, пораст криминала у држави, економске институције које извлаче државу, или на способност државе да контролише своју територију. . Роберт Бејтс се односи према неуспеху као према компресији државе где се држава претвара у плен и ефективно губи свој монопол над средствима силе.
У оквиру расправе о дефиницији неуспеха државе, Чарлс Т. Кол(2010) покушава одбацити концепт неуспеха државе у потпуности, јер, како тврди, он промовише нејасно схватање о томе шта државни неуспех значи. . Заиста, један од главних доприноса теорији 'неуспеле државе' јесте 'празан оквир', развијен од стране Кола(2010). Овај оквир гради се на његовој претходној (2008) критици 'неуспеле државе', као концепт коришћен као свеобухватни појам са различитим проблемима и као основ и објашњење за универзалне прописе у политици. . Он раздваја концепт 'неуспеле државе' фокусирајући се на три празнине које држава није у стању да обезбеди када је у процесу неуспеха: капацитет, када државне институције нису способне да ефикасно обезбеде основна добра и услуге својим грађанима; безбедност, када држава није у стању да обезбеди сигурност својим грађанима у случају претње наоружаних група; и легитимитет, 'када значајан део политичких елита и друштва одбацује правила која регулишу моћ и акумулацију, као и дистрибуцију богатства. Изгледа да је 'празан оквир' кориснији од других дефиниција. Уместо покушаја одређивања степена неуспеха државе, празан оквир обезбеђује тродимензионално поље корисно за анализу интеракције између владе и друштва на више аналитички начин. Кол наводи да није нужно да државе које се суочавају са изазовима у оквиру ових празнина треба идентификовати као неуспеле државе, уместо тога, представља идеју празнине као алтернативу концепту неуспеха државе. Мада Кол признаје да концепт празнине сам по себи има ограничења, пошто се државе суочавају са најмање два изазова, његов концептуални предлог представља користан начин за прецизнију идентификацију изазова у оквиру друштва и прописа у политици који ће вероватно бити ефикаснији за спољне и међународне актере који ће их извршити.
Даља критика начина на који је концепт 'неуспеле државе' схваћен и операционализован доноси напредак у истраживању Мортена Боаса и Кејтлин М. Џенингс, који су, истражујући пет студија случаја - Авганистан, Сомалија, Либерија, Судан и Нигер, тврдили да је употреба епитета 'неуспела држава' у суштини политичка и заснована, пре свега, на западним перцепцијама безбедности и интереса запада. Даље наводе да су западни творци политике приписали 'неуспех' оним државама у којима се сматра да су укидање и информализација државе претња западним интересима. Осим тога, ово указује на лицемеран приступ у име западних твораца политике, због чињенице да ће карактеристике које би означиле неке државе као неуспеле бити прихваћене у другим државама, где су ове карактеристике у складу са западним интересима. Заправо, ова карактеристика функционисања државе није само прихваћена, већ и у одређеној мери олакшана, јер ствара погодно окружење за пословни и међународни капитал. Ови случајеви нису означени као 'неуспеле државе'.
Значајан допринос на пољу неуспелих држава дао је Џ. Голдстон у свом делу 'Пут до неуспеха држава'. Он дефинише неуспелу државу као ону која је изгубила ефикасност и легитимност. Ефикасност подразумева способност извршавања државних функција као што су пружање сигурности или наплаћивање пореза. Легитимитет подразумева подршку значајних друштвених група. Држава која одржава један од ова два аспекта није пропала као таква; међутим, у великој је опасности од неуспеха, ако се ништа не уради. Он наводи пет путева до неуспеха државе:
1. Ескалација конфликата јавних група (етичких или верских). Примери: Сирија, Сомалија, Мјанмар, Нигерија, Ирак, Јемен, Турска, Демократска република Конго, Централноафричка република, Руанда, Либерија, Југославија, Либан, Пакистан, Авганистан, Судан, Јужни Судан
2. Државе предације (корупција или барикада средстава на рачун других група). Примери: Руска Федерација, Никарагва, Венецуела, Бразил, Филипини, Судан, Јужни Судан, Еритреја, Зимбабве, Јужна Африка, Северна Кореја, Саудијска Арабија
3. Регионална или герилска побуна. Примери: Либија, Сирија, Ирак, Пакистан, Авганистан, Јемен, Турска, Конго, Колумбија, Вијетнам
4. Демократски колапс (што води до грађанског рата или преврата). Примери: Нигерија, Мадагаскар, Непал
5. Сукцесија или реформа кризе у ауторитарним државама.

Примери: Индонезија под Сухартом, Иран под Шахом, Совјетски Савез под Горбачовим
Иако Голдстон наводи путеве до неуспеха државе, брзо упозорава на поједностављивање проблема. Често обнова легитимитета или ефективности подразумева компромис са другим аспектом државе. Пошто овим државама недостаје један од стубова стабилности, опасно је покренути такав компромис, јер је потребно време да се поново изгради поверење становништва. Иако су бројни научници деценијама проучавали неуспех државе остаје споран концепт осетљив на политички, идеолошки и економски програм рада.

## Мерење
Методе мерења неуспеха држава су уопштено подељени на квантитативни и квалитативни приступ.

### Квантитавни приступ
Квантитативно мерење неуспеха држава значи креирање индекса и рангирања, подвлачећи одређене индикаторе. Да се измери неуспех држава „Индекс рањивих држава” (ИРД), претходно назван „индекс неуспелих држава”, „индекс рањивости” (ИР) и „индекс рањивости држава” (ИРД) су нарочито важни. Међутим бројни други индекси се користе да опишу слабости државе, често се фокусирајући на степен развоја државе. Примери су: Индекс слободне куће (FHI), Индекс друштвеног развоја (HDI) ili Индикатори управљања Светском банком. Додатно регионална процена може дати конкретне детаље о између осталог, нивоу демократије као што је Извештај о демократском развоју у Латинској Америци(Informe de desarrollo democrático de América Latina). Ипак Индекс рањивих држава изазвао је упоредиво много више пажње од своје прве објаве 2005. припремљен од магазина Спољна политика, рангирање испитује 178 земаља заснованом на аналитичком истраживању Алат система процене конфликта (КАСТ) фонда за мир.
ФСИ објавио је свој 11. годишњи извештај 2015, припремљен од стране фонда за мир и објављеног од стране часописа Спољна политика. Индекс сврстава државе у 4 категорије, са варијацијама у свакој категорији. Алармантна категорија обележена је тамно црвеном, упозоравајућа наранџастом, стабилна жутом, а одржива зеленом бојом.
Укупни збир ФСИ сачињен је од 120, а у 2015. било је 178 држава које су чиниле рангирање. ФСИ је најпре рангирао 75 држава у 2005. ФСИ користи 2 критеријума према којима се квалификује држава како би била укључена на листи: најпре, држава мора бити, држава чланица УН, а затим мора постојати значајан узорак садржаја и података доступних за ту земљу како би се обезбедила смислена анализа. Постоје три врсте груписања: социјална, економска и политичка са укупно 12 индикатора.
Социјални индикатори:
- Демографски притисци
- Избеглице или интерно расељена лица
- Жалба у групи
- Људски лет и одлив мозгова

Економски индикатори:
- Неуједначени економски развој
- Сиромаштво и економски пад

Политички и војни индикатори:
- Државни легитимитет
- Јавне службе
- Људска права и владавина права
- Сигурносни апарати
- Факторизоване елите
- Спољна интервенција

Индикатори се обрачунавају на 10, све до 120. Међутим, да би се дошло до 120, индикатори се заокружују до најближег децималног места. У индексу за 2015. годину, Јужни Судан је рангиран бројем један, Сомалија бројем два, а Централна Афричка Република бројем три. Финска је тренутно најстабилнија одржива земља на листи.
Иако је важно напоменути да се ФСИ користи у многим деловима истраживања и чини категоризацију држава прагматичнијим, често добија много критика због неколико разлога. Прво, не укључује Индекс људског развоја како би се постигао коначни резултат, већ се фокусира на институције чије мере се често сматрају и људским аспектима развоја. Друго, паралелна је са крхостима или рањивошћу држава са њиховом неразвијеношћу. Ово поређење прво претпоставља неразвијеност (економска) ствара рањивост, под претпоставком да ако је држава "развијена" ona је стабилна или одржива. Треће, мери неуспех (или успех) државе без укључивања напретка других подручја изван сфере 12 индикатора, чиме се искључују важне мере развоја, као што је смањење стопе смртности dece и повећани приступ изворима чисте воде, између осталог. Ипак, када се дискутује о неуспелим државама, важно је споменути ФСИ не само за њену употребу од стране влада, организација, васпитача и аналитичара, већ и због тога што пружа меру процене која покушава да реши питања која изазивају претње, како у земљи, тако и у свету.

### Квалитативни приступ
Квалитативни приступ обухвата теоријске оквире. Нормално, ова врста мерења примењује сценске моделе који омогућавају категоризацију стања. У три до пет фаза истраживачи показују неуспех државе као процес. Значајни истраживачи, између осталог, су Роберт И. Ротберг у англо-америчком и Улрих Шнекенер немачкој сфери.
Модел фазе Улриха Шнекенера (2006) дефинише три кључна елемента, монопол над насиљем, легитимитет и владавину права. Типологија се заснива на логици сигурности и на тај начин показује релевантност монопола насиља у односу на друга два док истовремено делује као предуслов за функционалну државу. Његова четири типа државности су:(1) консолидоване и консолидујуће државе, (2) слабе државе, (3) неуспех и (4) срушене / неуспешне државе. Први тип је усмерен на функционалне државе; све основне функције државе функционишу на дуги рок. У слабим државама, монопол силе је и даље нетакнут, али друга два подручја показују озбиљан дефицит. Државама којима недостаје монопол силе, док друге области функционишу бар делимично. Најзад, у колапсима или неуспелим државама доминирају парастаталне структуре које карактеришу глумци који покушавају створити одређени унутрашњи поредак, али држава не може довољно да служи три кључна елемента.
Оба истраживања показују неправилности. Иако квантитативном приступу недостаје транспарентност у погледу својих индикатора и њиховог балансирања у процесу евалуације земаља, квалитативни приступ показује различитост различитих жаришта. Једно од главних одступања је питање да ли се све фазе морају предузимати непрекидно i да ли држава може прескочити једну фазу. Улрих Шнекенер наглашава да његов модел заправо не треба тумачити као сценски модел, јер по његовом мишљењу државе не морају нужно да пролазе кроз сваку фазу. Модел Роберта Ротберга је основа редовне логике и стога имплицира да је процес неуспеха државе хронолошки ланац фаза.

## Теоријски механизми за државни развој

### Развој државе кроз ратне измене
Чарлс Тили (1985) тврди да је ратовање неопходан аспект државног развоја у Европи кроз следеће међусобно повезане функције:
- Ратни владари елиминишу спољне ривале (захтева изградњу војних снага и подршке бирократије)
- Државни владари елиминишу унутрашње ривале и успостављају контролу над њиховом територијом (захтева изградњу полицијских снага и бирократија)
- Заштитници доносе користи својим клијентима елиминишући своје спољашње ривале и гарантујући своја права (захтева изградњу судова и представничких скупштина)
- Екстракцијски владари извлаче више пореза од својих субјеката (захтева изградњу апарата за наплату пореза и средстава). Тilly сумира ову везу у чувеној фрази: "Рат је створио државу, а држава је створила рат."

Слично томе, Хербст (1990) је додао да би рат могао бити једина шанса за јачање способности извлачења јер је приморала владаре да ризикују свој политички живот због додатних прихода и присилних субјеката да пристане на плаћање више пореза. Такође је важно за развој државе, јер се повећани приходи неће вратити на првобитни ниво и након завршетка ратова. Међутим, упркос европским државама, он је такође истакао да већина земаља трећег света нема спољне претње и да није водила међудржавне ратове, што имплицира да ове државе вероватно неће предузимати сличне кораке у будућности.

### "Изградња нација" развијених земаља
Стивард и Кнаус (2012) су се бавили питањем "може ли интервенција радити?" и закључили да "ми можемо помоћи нацијама да се изграде" стављањем завршетка рата и обезбеђивањем "добрих хуманитарних интервенција". Они су критиковали претераност креатора политике о изградњи нације (РАНД корпорација се чак усудила објавити књигу под називом Водич за почетак изградње нација) супротно успешним интервенцијама у Босни (1995) и на Косову (1999) уз неуспех покушаја изградње нације у Ираку (2003) и Авганистану (2001) у којој су САД изгубиле на хиљаде живота преко десет година и потрошиле више од билиона долара без реализације свог централног циља изградње нације.

### Промовисање развоја кроз инострану помоћ
Причет, Вулкок и Ендру (2013) су анализирали систематски неуспех развоја неуспелих држава. Они су дефинисали "државну административну способност за имплементацију” као кључни аспект развоја државе и открили механизам у којем су се пропале државе појавиле без обзира на деценије покушаја развијених пракси, потрошених милијарди долара и наводног "напретка". Ове земље усвојиле су следеће технике које су га подржавале:
1. системска изоморфна мимикрија-прикривајући дисфункцију стања са изгледом који симулира систем функционалних стања.
2. преурањена стања носивости - ограничени капацитети преоптерећени су "нереалним очекивањима".

Имајући у виду чињеницу да би многим од ових земаља вероватно требали векови да достигну државну способност развијених земаља, они су предложили стварање " контекстне институције", промовисање "постепеног процеса реформи" и постављање "реалних очекивања" за постизање циља значајног развоја.
Мос, Тод, Жинила Петерсон и Николас Ван де Вил (2006) су признали контроверзу због ефекта стране помоћи која се развила последњих година. Они су тврдили да иако постоји позив за повећање великих напора помоћи у Африци од стране међународне заједнице, то ће заправо стварати оно што називају парадокс "помоћних институција”.
Овај парадокс се формира зато што велики доприноси готовине које су Западне земље дале афричким земљама створиле су институције које су "мање одговорне својим грађанима и под мањим притиском да одрже популарни легитимитет". 
Они помињу да постепено смањење помоћи може довести до изградње дуготрајних институција, што се доказује напорима Сједињених Држава у Кореји након Хладног рата. Берман, Ели, Фелтер, Шапиро и Тролl(2013) такође су нашли сличне доказе који подржавају парадокс, наводећи да су велики амерички покушаји помоћи у афричкој пољопривреди резултирали само даљим сукобом између грађана. Наиме, мале инвестиције као што су грантови за школе показале су да смањују насиље у односу на велике инвестиције, које стварају "подстицаје за хватање економских рата кроз насиље". 
Осим тога, Бињаванга Вајнајна (2009) упоређује Западну помоћ колонизацији, у којој земље верују да ће велики доприноси готовине за подстицање афричке економије довести до политичког развоја и мање насиља. У стварности, ови новчани доприноси не улажу у раст Африке економски, политички и највише друштвено.

### Старатељство
Џејмс Фирон и Дејвид Лаитин сугеришу да се проблем неуспелих држава може решити кроз систем “старатељства”, којег упоређују са “постмодерним империјализмом”.Фиронова и Лаитинова идеја старатељства укључује комбинацију међународних и домаћих организација које покушавају да обнове државе. Фирон и Лаитин почињу са претпоставком да неуспеле државе садрже проблем колективне акције. Неуспеле државе намећу негативне екстерналије у остатку међународног система, попут избеглица које су расељене ратом. То би било добро за међународни систем ако би земље радиле на развоју и обнови неуспелих држава. Међутим, интервенција је веома скупа, и ниједна нација нема довољно снажан подстицај да делује како би решила проблем неуспеле државе. Дакле, међународна сарадња је неопходна за решавање овог проблема колективне акције.
Фирон и Лаитин идентификују четири главна проблема за постизање колективне акције за интервенисање у неуспелим државама:
1. Запошљавање - придобијање земаља да учествују и плаћају интевенције
2. Координација – пружање добре комуникације између свих мировних земаља
3. Одговорност - осигурање да су све мировне земље које крше људска права одговорне
4. Излаз – имати неки механизам за мировне земње да се повуку

Фирон и Лаитин предлажу нека решења за ове проблеме. Да би решили проблем запошљавања, они тврде да имају моћну државу са сигурносним интересима у неуспелој држави како би преузели вођство у мировним операцијама и имали главну улогу. Имајући јединствену државу, мировна операција би такође помогла у решавању проблема координације. Оснаживање тела УН-а за истраживање злоупотребе људских права би решило проблем одговорности. Коначно, присиљавајући неуспелу државу да допринесе средства за мировне операције након неколико година може смањити подстицаје мировних снага да изађу. Фирон и Лаитин верују да ће мултилатералне интервенције које решавају горепоменута четири проблема колективне акције бити ефикаснија у обнови неуспелих држава кроз “старатељство”.

### Аутономни опоравак
Џереми Вејнштејн се не слаже с тим да је мировање неопходно за обнову неуспелих држава, тврдећи да је често боље дозволити неуспелим државама да се опораве саме. Вејнштејн страхује да међународна интервенција може спречити државу да развије снажне интерне институције и способности. Један од Вејнштејнових кључних аргумената је је да рат води до мира. Овим, он мисли да мировни споразуми које наметне међународна заједница имају тенденцију да замрзну несразмерне струје које не одражавају стварност. Вејнштејн сматра да таква ситуација оставља државу зрелу за будући рат, док би рату било дозвољено да игра за једну страну да би одлучно победио, будући рат би био много мање вероватан. Вејнштејн такође тврди да рат води ка развоју јаких државних институција. Вејнштејн позајмљује од Чарлса Тилија да направи овај аргумент, у којем се наводи да ратови захтевају велике експанзије у државним способностима, тако да ће државе које су стабилније и способније освојити ратове и преживети у међународном систему кроз процес сличан природној селекцији. Вејнштејн користи доказе о успешном опоравку Уганде након победе герилаца у грађанском рату, снажне сецесије Еритреје из Етиопије и развоја у Сомалиленду и Пунтленду-аутономне регије Сомалије-да подржи своје тврдње. Вејнштејн напомиње да недостатак спољне интервенције може довести до масовних убистава и других зверстава, али наглашава да се спречавање масовних убистава мора одмерити због губитка дугорочних државних капацитета.

## Капацитет способности неуспелих држава
Капацитет способности значи да земље напредују веома споро у проширењу државних могућности чак и у савременом свету, што је такође главни проблем неуспелих држава. Многе земље остају заглављене у условима ниске продуктивности који многи зову “замајцима сиромаштва”. Економски раст је само један аспект развоја; друга кључна димензија развоја је проширење административне способности државе, способност влада да утичу на ток догађаја применом политика и програма. Капацитети способности затварају простор за новине, успостављајући фиксне програме најбоље праксе као основу за процену неуспелих држава. Локални агенти су стога искључени из процеса изградње сопствених држава, имплицитно поткопавајући идеје које креирају вредности локалних лидера и радника на линији фронта.
Мет, Лент и Вулкок из Владине школе Харвард Кенеди су предложили приступ који се назива “Проблем вођен итеративном адаптацијом” (ПВИА), да би избегли капацитете способности. С обзиром да многе развојне иницијативе не побољшавају перформансе јер промовишу изоморфну мимикрију, ПВИА се фокусира на решавање локално номинованих и приоритетних проблема перформанси неуспелих држава. То подразумева спровођење развојних интервенција које укључују широке групе локалних агената како би осигурале да се реформе политички подржавају и практично имплементирају.

## Промовисање демократије и борба против тероризма у неуспелим државама

### Промовисање демократије у постконфиктним и неуспелим државама
Лери Дајмонд тврди да слабе и неуспеле државе представљају посебне проблеме за промоцију демократије. У овим државама, изазов није само притисак на ауторитарне државне лидере да предају моћ, већ да схвате како да регенеришу легитимну власт на првом месту.
Постоје углавном три различита типа случајева, а сваки од ових три врсте случајева захтева посебне врсте стратегија за промоцију демократије:
1. Постконфликтне државе које настају из спољног или грађанског рата. Многе од ових земаља су биле у Африци - Јужноафричка Република, Мозамбик, Сијера Леоне, Сомалија. Неке су биле у Латинској Америци (Никарагва, Салвадор, заправо велики део Централне Америке), у Азији (нпр Камбоџа и сада се нада Шри Ланка), а на Блиском истоку (Либан, Алжир и Ирак);
2. Земље које су усред грађанског рата или у сталном насилном сукобу, где је централна државна власт у великој мери срушена, као у Демократској Републици Конго;

Уопштено говорећи, ред је најважнији предуслов за промоцију демократије, која се у великој мери ослања на формалне демократске механизме, посебно на изборе за промовисање изградње постконфликтне државе. У одсуству ефикасне државе, у основи постоје три могућности: ако је постојао грађански рат и побуњена сила је коначно успела тријумфовати, онда вакуум може напунити бунтовна војска и политички покрет јер успоставља контролу над државом; друго, може постојати муниција војске и војске, без стварне централне државе (као у Сомалији) или само једна веома слаба. У тој ситуацији, сукоб се заиста не завршава, али може се десити на децентрализован начин, као у данашњем Авганистану; трећа могућност је да међународни актер или коалиција актера предузме кораке да представи привремени ауторитет политички и војно. Ово може бити појединачна земља, коалиција, појединачна земља испод танког фурнира коалиције, или Уједињене нације које делују кроз формалне архитектуре постконфликтне мисије УН.

### Транснационални криминал и тероризам
Према Одељењу Уједињених нација за правосудни поступак, адвокат Ден Е. Стигал “међународна заједница се суочава са све већим степеном транснационалног криминала у којем криминално понашање у једној земљи има утицај у другој или чак неколико других. Трговина дрогом, трговина људима, компјутерски злочини, тероризам и мноштво других злочина могу укључити актере који раде изван граница једне земље која би могла имати значајан интерес за заустављање активности и гоњење починитеља”.
Студија Клигендел центра за стратешке студије објашњава зашто државе које су подвргнуте неуспесима служе као светилишта (користе се за планирање, извршење, подршку и финансијске активности) за терористичке организације. Када влада не зна за присуство организације или ако није у могућности да ослаби или уклони организацију, светилиште се назива “Црна рупа терориста”. Међутим, поред владиних слабости, потребно је да постоје “терористичке компаративне предности” које ће регион сматрати за “терористичку црну рупу”. Према студијама, социјалне тензије, наслеђе из грађанског сукоба, географија, корупција и неуспех политике, као и спољни фактори доприносе слабости власти. Компаративне предности су: религија и етничка припадност, наслеђе из грађанског сукоба, географија, економске могућности, економска неразвијеност и регионални стимуланси. Само комбинације два фактора (владиних слабости и терористичких упоредних предности) објашњавају које територије користе терористи као светилишта.
Истраживање Џејмса Пјаце из Државног универзитета у Пенсилванији открива доказе да су земље погођене искуством неуспеле државе и произвеле су више терористичких напада. Савремени транснационални злочини “искоришћавају глобализацију, либерализацију трговине и експлозију нових технологија за извршење различитих злочина и тренутно пребацују новац, робу, услуге и људе ради вршења насиља у политичке сврхе”.
Допринос претходном истраживању о овом питању, Тифани Ховард разматра другачију димензију везе између неуспеха државе и тероризма, заснованог на доказима из подсахарске Африке. Она тврди да "грађани неуспешних држава привлаче политичко насиље због погоршања услова унутар ове врсте држава".Фокусирајући се на појединачне моделе одлучивања грађана, предложено је да "особе које живе у неуспешним државама привлаче политичко насиље јер је систем сломљен - држава није успела у својој дужности". Овај налаз је заснован на емпиријским доказима који користе податке из истраживања барометра. Тај приступ на индивидуалном нивоу, који се разликује од претходног истраживања који се фокусирао на атрактивност неуспелих држава за терористе и побуњенике, утврдио је да "пропала држава угрожава преживљавање појединца, што их на крају доведе до стварања опипљивих политичких и економских ресурса путем других средстава, који укључују употребу политичког насиља". Овај налаз има значајне импликације за међународну заједницу, као што је чињеница да "овај облик лишавања чини појединце у овим државама подложнији утицају међународно спонзорисаних терористичких група"- Као последица тога, неуспешне државе представљају размножавајуће терористе, који извози своје радикалне идеологије у друге делове света како би створили терористичке претње широм света".
Међутим, веза између пропуста државе (и његових карактеристика) и тероризма, није једногласно прихваћена у научној литератури. Истраживање Алберта Абади, које гледа на детерминанте тероризма на нивоу земље, указује на то да "терористички ризик није значајно већи за сиромашније земље, када се узму у обзир ефекти других карактеристика специфичних за државу, као што су ниво политичке слободе." Заправо, како тврди аргумент, "показује се да се политичка слобода објашњава тероризмом, али то чини на не-монотонски начин: земље у неким средњим границама политичке слободе показују да су склоније тероризму него земље са високим нивоима политичке слободе или земље са високо ауторитарним режимима". Иако сиромаштво и низак ниво политичке слободе нису главне карактеристике пропалих држава, ипак су важни. Из тог разлога Абадијево истраживање представља моћну критику идеји да постоји веза између неуспеха државе и тероризма. Ову везу постављају и други научници, као што је Коринне Граф, који тврди да "једноставно нема робусних емпиријских веза између сиромаштва и терористичких напада".
Штавише, "проблеми ослабљених држава и транснационалног криминала стварају необичан спој који је јединствени изазов. Када криминалац функционише изван територије увређене државе, увређена држава може да апелује на државу из које криминалац делује, како би се кривично гонио починиоц или изручивањем починиоца тако да се он или она може суочити са казном. Ипак, у ситуацијама када влада није у могућности (или не жели) сарађивати у хапшењу или гоњењу криминална, увредена држава има неколико опција за повратак ".

## Критике концепта
Термин "неуспешна држава” се суочила са критикама дуж два главна подручја. Први тврди да се појам препоручује прекомеризацији, смањивши различите проблеме управљања међу различитим земљама и без обзира на варијације управљања унутар држава. Друга се бави политичком применом термина како би се оправдале војне интервенције и изградња државе засноване на западном моделу државе.
Оливије Нај, Виллиам Еастерли и Лаура Фреси су се жалили да концепт неуспеха државе "нема кохерентну дефиницију", са индексима који комбинују различите индикаторе перформанси државе с произвољним тежинама како би дошли до нејасних и агрегираних мерења стања крхкости. Кал (2008) тврди да је етикета "неуспешног стања” толико широко примењена да је ефективно постала бескорисна. Пошто није постигнут консензус о томе како дефинисати пропале државе, карактеристике које се обично користе за идентификовање неуспешног стања су бројне и изузетно разнолике, од кршења људских права, сиромаштва, корупције до демографских притисака. То значи да се широк спектар високо дивергентних држава категоризује заједно као неуспела (или неуспешна) стања. Ово може сакрити сложеност специфичних слабости идентификованих унутар појединачних држава и резултирати у једној величини која одговара свим приступима који се типично фокусирају на јачање капацитета државе за ред. Осим тога, употреба термина "неуспела држава" је употребљена од стране неких страних сила као оправдање за инвазију једне земље или одређивање специфичног одредбеног спољнополитичког циља. Након 2001. године, Кал позива да су САД изјавиле да су неуспеле државе биле једна од највећих безбедносних претњи с којима се суочава земља, на основу претпоставке да држава са слабим или непостојећим државним институцијама обезбеђује сигурно уточиште за терористе и деловати као узгој екстремизма.
Кал (2008) сугерише да би уместо да означавају земље као неуспешне државе, могли би их категоризирати у релевантнијим разумљивијим терминима. На пример, "срушена држава” означава земљу у којој се државни апарат у потпуности распада и престаје да постоји већ неколико месеци. Ово би се односило само на земљу у којој апсолутно нема основних функција државе, а недржавни актери су обављали такве задатке. "Слаба држава” могла би се користити за државе у којима неформалне институције спроводе више јавних услуга и каналишу робу него формалне државне институције. "Ратно разбијена" држава можда неће функционисати због сукоба, али то не значи нужно да је то колапсирано стање. Ротбург је тврдио да све неуспеле државе доживљавају неку врсту оружаног сукоба. Међутим, изазови за државу могу бити веома различити у зависности од врсте оружаног сукоба и да ли обухвата земљу као целину и велике територије или је посебно фокусиран око једне регионалне области. Друга врста државе која је традиционално стављена под кровни појам "пропала држава” могла би бити "ауторитарна држава”. Док би ауторитарни лидери могли да дођу на власт насилним средствима, они могу да одбране опозицију једном на власти и као такав осигурају да у њиховом режиму постоји мало насиља. Кал(2008) тврди да су околности и изазови са којима се суочава изградња државе у таквим режимима веома различити од оних постављених у држави у грађанском рату. Ове четири алтернативне дефиниције наговештавају многе различите околности које могу довести до тога да се држава категоризује под кровним појмом "неуспешна држава", а опасност усвајања прописних приступа политичком приступу у једној величини за веома различите ситуације
Пакистан се користи као пример како унутрашње варијације у управљању подривају концепт неуспеха државе. Британски писац Анатол Лиевен прави разлику између "истински пропалих и неуспешних" држава у подсахарској Африци са државама у Јужној Азији, чији владари тврди "нису традиционално вршили директну контролу над ... већином своје територије и увек су се суочавали са континуираним оружаним отпором негде или другог ". Иако признаје да се Пакистан може сматрати "неуспелим" у поређењу са индустријализованим државама западне Европе, он критикује како коментатори користе рат у северозападном Пакистану да би означили Пакистан "пропалим".
Поред претходних критике концепта "неуспешног стања", Алек Марои тврди да је израз "неуспех" ограничен у свом приступу. Он предлаже да је "то модел државности заснован на територијално сувереној, широкој централној влади који је погађао већину света, а поготово подручја бивших европских империја". Уместо да произведу државе које одражавају западни систем, ове државе треба да развију сопствени модел државности, који не користи присилу као облик владавине. Аутор заправо тврди да су радикално децентрализовани концепти државе, уместо крутих граница који су допринели сукобу и нестабилности. Мароја је 2003. године тврдила да би одређене "Неуспеле државе" могле бити боље под децентрализованом владом. Уместо да се ове државе означавају као "неуспешне" и готово "осуђене" на трајне сукобе, литература треба да се фокусира на алтернативе као што су више нивоа управљања и регионалне интеграције. Другим речима, "дискурс међународних односа мора да се одмакне од блиставог говора о" неуспешности државе "и према критичком схватању врста држава које су се развиле у бившим граничним областима".
Концепт је критикован због тога што је телеолошки, аисторичан и одражава западну пристрасност онога што чини успешну државу. Садржај концепта неуспешне државе је претпостављена повезаност са тероризмом и другим транснационалним претњама. Понекад их описују као инкубатори за међународни тероризам.